# Fosa blanca
La fosa blanca (també anomenada cementítica) és una fosa de ferro, que pren aquest nom doncs al produir la fractura de la seva superfície, degut a les seves impureses de carburs, es formen esquerdes que permeten passar directament a través d'elles, produint una tonalitat blanca.
Es tracta d'una fosa baixa en silici (amb un contingut en pes menor a l'1%) i amb una velocitat de refredament elevada. El carboni en la fosa blanca precipita com a fase metaestable cementita, en lloc de grafit. La cementita que precipita forma partícules relativament grans, generalment en una barreja eutéctica. L'altra fase és austenita (que en el refredament podria transformar-se en martensita). Aquests carburs eutèctics són massa grans per a proporcionar enduriment per precipitació (com en alguns acers, on precipitats de cementita podrien arribar a inhibir la deformació plàstica, impedint el moviment de les dislocacions a través de la matriu de ferrita). Per contra, augmenten la duresa global de la fosa de ferro per la seva pròpia alta duresa i la seva considerable fracció de volum, de forma que la duresa global es pot aproximar per una regla de mescles. En qualssevol cas, ofereixen duresa a costa de la seva tenacitat. Donat que els carburs constitueixen una gran fracció del material, la fosa blanca podria ser classificada com un Cermet.
La fosa blanca és massa fràgil per al seu ús en molts dels components estructurals, però amb la seva bona duresa i resistència a l'abrasió i un cost relativament baix, troba el seu ús en aplicacions com ara superfícies de desgast (l'impulsor i la voluta) de les bombes d'impulsió, els cilindres dels trens de laminació, els anells dels polvoritzadors de carbó o les dents de la cullera d'excavació d'una retroexcavadora (encara que la fosa d'acer de mig carboni martensític és més comú per a aquesta aplicació). És difícil refredar peces gruixudes de fosa prou ràpid com per solidificar la fusió com a fosa blanca durant tot el procés. No obstant això, un refredament ràpid pot ser utilitzat per a solidificar una capa exterior de ferro fos blanc i la resta es refreda més lentament per formar un nucli de fosa grisa. La fosa resultant, anomenada fosa freda, té els avantatges de presentar una duresa superficial elevada i un interior una mica més tenaç.
En definitiva, la fosa blanca està actualment en desús i s'ha vist substituïda industrialment per la fosa nodular o la fosa grisa. En general, la fosa blanca s'empra com un intermedi en la producció d'un altre tipus de fosa: la fosa mal·leable.